# دافيد ربينويتز
دافيد لنكولن ربينويتز (بالإنجليزية: David L. Rabinowitz) (ولد في 1960) هو باحث أمريكي في جامعة يايل يدرس النظام الشمسي الخارجي. اكتشف عدة كواكب من بينها .